# Hermanas de la Divina Providencia de Baldegg
La Congregación de la Divina Providencia (oficialmente en alemán: Schwestern von der Göttlichen Vorsehung) es una congregación religiosa católica femenina, de vida apostólica y de derecho pontificio, fundada el 2 de febrero de 1830, en Baldegg (Suiza), por los sacerdotes Josef Leonz Blum y Joseph Widmer. Las religiosas de este instituto se les conoce como hermanas de Baldegg, pertenecen a la familia franciscana y posponen a sus nombres la siglas O.S.F.

## Historia
La congregación fue fundada, con el nombre de Hermanas Pobres de Baldegg, por los sacerdotes Josef Leonz Blum y Joseph Widmer, en Baldegg, en el cantón de Lucerna (Suiza), con el fin de atender la educación de las jóvenes campesinas. Las primeras religiosas eran miembros de la misma familia, las Hartmann, siete de ellas hermanas.
El nuevo instituto fue agregado a la Tercera Orden de San Francisco en 1842 y aprobado el 5 de octubre de 1844, como congregación religiosa de derecho diocesano, por Josef Anton Salzmann, obispo de Basilea. Gracias a la difícil situación de la Iglesia con el gobierno de Basilea, el instituto fue suprimido en varias ocasiones (entre 1848 y 1863) y las religiosas tuvieron que buscar refugio en otros cantones. Algunas de ellas fundaron en el convento de Cham (Cantón de Zug), que más tarde dio origen a las Federación de Hermanas Benedictinas Olivetanas (1862).
El 7 de abril de 1906 fue agregada a la Orden de los Hermanos Menores Capuchinos. El papa Pablo VI, mediante decretum laudis de 1964, elevó el instituto a congregación religiosa de derecho pontificio.

## Organización
La Congregación de la Divina Providencia de Baldegg es un instituto religioso de derecho pontificio, internacional y centralizado, cuyo gobierno es ejercido por una superiora general. La sede central se encuentra en Baldegg (Suiza).
Las hermanas de la Divina Providencia se dedican a la educación e instrucción cristiana de la juventud y a la atención de los enfermos y los discapacitados. En 2015, el instituto contaba con 271 religiosas y 18 comunidades, presentes en Bosnia Herzegovina, Etiopía, Papúa Nueva Guinea, República Checa, Suiza y Tanzania.